# Wykowo (powiat kolneński)
Wykowo – wieś w Polsce położona w województwie podlaskim, w powiecie kolneńskim, w gminie Kolno.
| SIMC    | Nazwa  | Rodzaj    |
| ------- | ------ | --------- |
| 0399893 | Dobyły | część wsi |

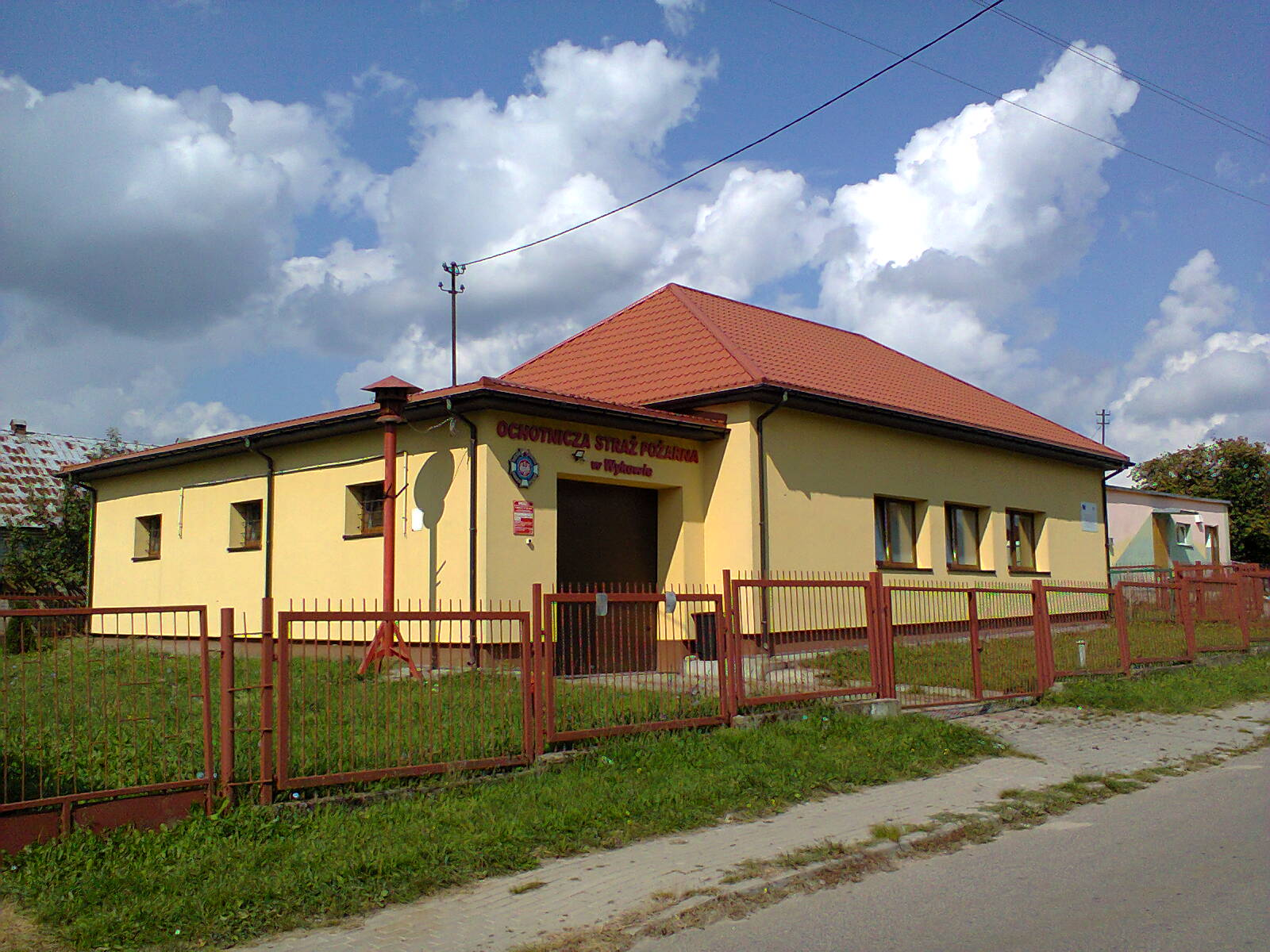
OSP w Wykowie

W latach 1975–1998 miejscowość należała administracyjnie do województwa łomżyńskiego.
Wierni kościoła rzymskokatolickiego należą do parafii Zwiastowania Najświętszej Maryi Panny w Lachowie.